# کلاته حسین
کلاته حسین یک روستا در ایران است که در دهستان باقران واقع شده‌است. کلاته حسین ۱۸ نفر جمعیت دارد.